# Devese
Devese ist ein Ort der Stadt Hemmingen in der Region Hannover in Niedersachsen. Das ehemalige Bauerndorf hat in der zweiten Hälfte des 20. Jahrhunderts durch Zuzug ein großes Bevölkerungswachstum erfahren.

## Geografie
Devese liegt etwa einen Kilometer westlich von Hemmingen-Westerfeld auf einer kleinen Erhebung. Im Norden bildet der Bachlauf der Ihme eine natürliche Grenze zum hannoverschen Stadtteil Wettbergen. Im Westen liegt ein kleines Waldstück, im Süden das größere Bürgerholz und das Kleingewässer Ebelings Teich. Im Osten der Gemarkung Devese, jenseits von Ackerflächen und der neuen B 3, liegen Gewerbegebiete, die sich bis auf die Westerfelder Gemarkung erstrecken. Im Westen ist das nächste Nachbardorf Ihme-Roloven, im Süden Ohlendorf.

## Geschichte
Devese wird erstmals 1183 als „Vevesse“ oder „Deuesse“ erwähnt. Mitte des 19. Jahrhunderts existierten 19 Hofstellen. Ende des 19. Jahrhunderts wurde im Westen des Dorfes vermutlich beim Tonstich eine Mineralwasserquelle entdeckt und bis in die 1920er Jahre als Mineralwasser unter dem Markennamen Lloydbrunnen ausgebeutet.
Mit der Gebietsreform in Niedersachsen kam das zuvor selbständige Devese am 1. März 1974 zu Hemmingen.

### Einwohnerentwicklung
| Jahr | Einwohner | Quelle |
| ---- | --------- | ------ |
| 1823 | 143       | [ 6 ]  |
| 1848 | 165       | [ 7 ]  |
| 1852 | 157       | [ 8 ]  |
| 1867 | 192       | [ 9 ]  |
| 1871 | 216       | [ 9 ]  |
| 1910 | 219       | [ 10 ] |
| 1925 | 234       | [ 11 ] |
| 1933 | 256       | [ 11 ] |

| Jahr | Einwohner | Quelle |
| ---- | --------- | ------ |
| 1939 | 245       | [ 11 ] |
| 1950 | 528       | [ 12 ] |
| 1956 | 466       | [ 13 ] |
| 1960 | 455       | [ 12 ] |
| 1961 | 514       | [ 14 ] |
| 1970 | 540       | [ 14 ] |
| 1972 | 501       | [ 15 ] |
| 1973 | 500       | [ 12 ] |

| Jahr | Einwohner | Quelle |
| ---- | --------- | ------ |
| 1986 | 863       | [ 12 ] |
| 1996 | 1199      | [ 12 ] |
| 2003 | 1442      | [ 12 ] |
| 2006 | 1598      | [ 12 ] |
| 2009 | 1585      | [ 12 ] |
| 2011 | 1507      |        |

## Politik

### Stadtrat und Bürgermeister
Devese wird auf kommunaler Ebene vom Rat der Stadt Hemmingen vertreten.

### Wappen
Der Entwurf des Wappens von Devese stammt von dem Heraldiker und Grafiker Alfred Brecht, der sämtliche Wappen in der Region Hannover entworfen hat. Im Jahre 1962 erteilte die Gemeinde Devese dem Heraldiker den Auftrag, das Wappen zu entwerfen. Der Ort hat den Entwurf damals jedoch nicht weiter ausgearbeitet oder offiziell als Wappen eingeführt. Erst nach der Gebietsreform am 1. März 1974 wurde der Entwurf wieder aufgegriffen.
| Wappen von Devese | Blasonierung: „Auf Rot drei goldbebutzte silberne Rosen in der Stellung eins : zwei, darunter eine senkrecht gestellte, goldene Warfschippe mit kurzem Stiel.“ |
| Wappen von Devese | Wappenbegründung: Das Wappen ist in den Landesfarben Rot – Weiß/Silber gehalten und gedenkt mit den drei silbernen statt roten Rosen der ausgestorbenen Grafen von Hallermunt und schöpft damit die Frühgeschichte aus, die Warfschüppe sagt alles über den jahrhundertelangen Fleiß der Dorfbewohner aus. |

## Kultur und Sehenswürdigkeiten

### Bauwerke
- Die Kapelle Devese gehört organisatorisch gegenwärtig zur Ev.-luth. Trinitatiskirchengemeinde in Hemmingen-Westerfeld, war aber bis zum 31. Dezember 1978 der Kirche in Ronnenberg zugeordnet. Vermutlich stammt sie aus den Jahren nach dem Dreißigjährigen Krieg, in dem die vorher bestehende Wehrkapelle zerstört wurde. Die Glocke wurde vom Glockengießer Ludolf Siegfried 1643 in Hannover gegossen, wie die Inschrift belegt: „die gemeine Defess hat die Glocken zur Ehre Gottes gisen lassen 1643. Ludolf Siefriet me ficit“.[17] Dies ist das älteste Referenzdatum für die Kapelle.
- 1819 wurde unter Zustimmung des Amts Koldingen ein Friedhof angelegt und unter die Verwaltung des Lehrers gestellt.[18]

### Baudenkmale
- Liste der Baudenkmale in Devese

### Vereine
- Der Bürgerverein Devese e. V., gegründet 1965, hat etwa 120 Mitglieder (2009).
- Förderverein der Freiwilligen Feuerwehr Devese e.V., gegründet 2014, hat 154 Mitglieder (2019)

## Infrastruktur

### Öffentliche Einrichtungen
- Die 1902 gegründete Freiwillige Feuerwehr Devese verfügt über ein Feuerwehrhaus mit Einsatzfahrzeugen und Räumlichkeiten für die Ausbildung
- Ein Kindergarten in kirchlicher Trägerschaft

### Verkehr
In Devese kreuzten sich die von Hemmingen-Westerfeld kommenden Kreisstraßen 221 und 225. Die 225 führte nach Ohlendorf, die 221 führt über Ihme-Roloven nach Weetzen. Linienbusse der RegioBus Hannover verbinden Devese regelmäßig mit den anderen Ortsteilen von Hemmingen und Hannover. Der Hauptbahnhof von Hannover mit ICE-Verbindungen ist etwa 10 km entfernt. Der Flughafen Hannover ist etwa 20 km entfernt.
Im Osten der Gemarkung Devese ist die Kreisstraße 221 an die am 20. November 2020 freigegebene Ortsumgehung der Bundesstraße 3 angeschlossen. Das Dorf Devese liegt westlich der neuen und der alten B 3. In den ersten fünf Monaten des Jahres 2017 war die K 221 wegen der Bauarbeiten gesperrt.
Die damalige Kreisstraße 225, die dabei als Umleitung diente, wurde ab Frühjahr 2018 zwischen Devese und Westerfeld gesperrt und wurde zu einem für den Linienverkehr freigegebenen Fuß- und Radweg mit einer Überführung über die B 3 zurückgebaut. Südwestlich der Brücke bleibt die Straße für den landwirtschaftlichen Verkehr freigegeben. Seit Winter 2020/2021 ist sie zwischen Devese und Ohlendorf für Kraftfahrzeuge, abgesehen vom landwirtschaftlichen Verkehr (und einer Anliegerausnahme im südlichen Abschnitt), gesperrt und soll zu einem Wirtschaftsweg umgestaltet werden.